# Барода (Мичиген)
Барода (енгл. Baroda) град је у америчкој савезној држави Мичиген.

## Демографија
По попису из 2010. године број становника је 873, што је 15 (1,7%) становника више него 2000. године.
| Група             | 2000.       | 2010.       |
| Белци             | 824 (96,0%) | 824 (94,4%) |
| Афроамериканци    | 4 (0,5%)    | 4 (0,5%)    |
| Азијати           | 5 (0,6%)    | 1 (0,1%)    |
| Хиспаноамериканци | 8 (0,9%)    | 22 (2,5%)   |
| Укупно            | 858         | 873         |